# Bist du glücklich?
Bist du glücklich? ist ein deutscher Fernsehfilm von Max Zähle aus dem Jahr 2018. Laura Tonke und Ronald Zehrfeld spielen in dem tragikomischen Beziehungsdrama ein in Trennung lebendes Paar, das, um den Verkauf ihres gemeinsamen Wochenendhauses abzuwickeln, noch einmal einen Tag und eine Nacht miteinander verbringt.
Bist du glücklich? eröffnete die Biberacher Filmfestspiele 2018 und wurde dort als Bester Fernsehfilm ausgezeichnet. TV-Premiere im deutschen Fernsehen war am 2. Januar 2019. Im November 2019 konkurrierte der Film im Wettbewerb um den 3sat-Zuschauerpreis.

## Inhalt
Sonja und Marc, beide um die 40, sind in zweiter Ehe miteinander verheiratet. Unlängst haben sie sich getrennt, ausgelöst durch Marcs Affäre mit der 15 Jahre jüngeren Arbeitskollegin Susanne. Für einen Tag sind Sonja und Marc nun noch einmal zusammen unterwegs, um das Wochenendhaus vor den Toren Frankfurts, das sie einst gemeinsam ausgesucht und erworben hatten, zu verkaufen. In Rückblenden, die teils direkt mit Gegenwartsszenen kontrastieren, erlebt man sie in innigen, leidenschaftlichen Momenten ihrer 13 Jahre währenden Beziehung ebenso wie im Streit – Streit um scheinbar Nichtiges, wie einen Salzstreuer, aber auch um Elementares, wie Liebe, Treue und gemeinsame Kinder. Beide sind bislang kinderlos; Sonja traut sich, in den Raum zu stellen, dies könne ein „Zeichen“ sein, wogegen Marc sich nicht traut, ihr zu gestehen, was er Susanne unverblümt sagt, als diese ihm eröffnet, sie sei schwanger: Er hat sich vor Jahren sterilisieren lassen, irreversibel.
Am Zielort werden die beiden von ihren dortigen Nachbarn erwartet – den Vorbesitzern ihres Hauses, die sich in ihrer Abwesenheit um das Anwesen kümmern –, einem in Würde gealterten Paar, das ihnen in Sympathie und Freundschaft zugetan ist. Überzeugt, dass Sonja und Marc zusammenbleiben sollten, haben sie mit einer doppelten Lüge dafür gesorgt, dass die für den Abend avisierten Kaufinteressenten erst am folgenden Morgen kommen. So bringen die Trennungswilligen noch eine Nacht miteinander zu. Sie durchschauen das „Spiel“, weichen ihm aber auch nicht aus. Verletzungen kommen zur Sprache, ebenso wie Verbindendes, bis hin zum gegenseitigen Geständnis, was jeder beim anderen am meisten schätzte. Als es am Morgen läutet, sitzen sie auf der Couch, eine wärmende Decke auf den Knien, und zögern zu öffnen. Zwei kurz zuvor geäußerte Fragen stehen im Raum: „Bist du glücklich?“ – „Du?“

## Rezeption
Regisseur Max Zähle gelinge es, der „eigentlich schwer deprimierenden Konstellation“ etwas „sehr Charmantes“ abzugewinnen. Bist du glücklich? sei zeitweilig sogar eine „Paarkomödie“, meint Claudia Tieschky (SZ), und in jedem Fall ein „kitschfreier Liebesfilm, bittersüß“. Damit ist sie einer Meinung mit Oliver Jungen (FAZ). Beide stimmen auch überein in ihrer Wertschätzung für die Hauptdarsteller: zum einen Ronald Zehrfeld, der „selten so muskelprotzig, aber auch selten so verletzlich aussah“ in der Rolle des Marc, dem „bärenhaften Beschützer, der jetzt kein Beschützer mehr sein darf und deshalb oft unnütz bärenhaft in der Gegend steht“; zum anderen die „grandios traurig-trotzige“ Laura Tonke, die eine „sehr verletzte“ Sonja spiele, „bei der die Verletztheit zu einer absolut hinreißenden Unberechenbarkeit führt“. Beide, Zehrfeld wie Tonke, seien in dem Film „auf dem Zenit ihres Könnens“.
Auch Thomas Gehringer (tittelbach.tv) lobt die schauspielerischen Leistungen ausdrücklich, ebenso wie die „stimmigen, wahrhaftig klingenden Dialoge“ und die „lebendige Inszenierung“. Der einzige Kritikpunkt, den er vorbringt, betrifft die männliche Hauptfigur – sie sei „etwas simpler gestrickt“. Marc als „Mann in der Midlife-Krise, der sich eine jüngere Freundin zulegt, den seine Frau nur beim Unfalltod ihres Hundes Charly hat weinen sehen, der zu selten ‚Ich liebe dich‘ sagt und dem auf die Frage, was für ihn Liebe sei, ein Vergleich aus der Autowelt einfällt“ – dies alles seien „eher einfallslos aus typisch männlichen Eigenschaften zusammengebastelte Attribute“.
Vor allem aus Oliver Jungens Rezension gehen zahlreiche weitere Vorzüge des Films hervor. Die Kontrastszenen beispielsweise, in denen man die Protagonisten einmal im Überschwang und ein andermal im kleinkarierten Zoff erlebe, zeigten ebenso „trivial wie wahr“, dass „den Glücklichen alles Glück, den Enttäuschten alles Enttäuschung“ sei. Thematisch gehe der Film über die alte Frage hinaus, was bei Trennungen „von beiden übrigbleibt“; vielmehr interessiere ihn das weit größere Problem, „ob nicht gerade ein Zuviel an Individualismus und Glückserwartung Beziehungen heute eher im Wege steht“. Die Regie habe „stimmige Bilder gefunden für das Rekapitulieren des Auseinanderlebens, denen viel Symbolik innewohnt, ohne zu nerven“. Die Filmmusik zeichne sich durch „sicheren Geschmack“ aus.
Christian Buß (Der Spiegel) ruft den filmischen Kontext von einigen Musiktiteln in Erinnerung und meint, Bist du glücklich? lehne sich zuweilen an jene Art „Popsong-getriebener Liebes- und Trennungsfilme“ der britischen Produktionsfirma Working Title Films an: „kein Glücks- oder Unglücksmoment, zu dem es nicht ein passendes Lied gibt“. Zugleich jedoch, schränkt er ein, unterwanderten die Filmemacher von Bist du glücklich? „in den richtigen Momenten allzu einfache Antworten“, und er schließt seine Kritik mit dem Satz: „Weshalb die einen durch ihre Unterschiede zusammenwachsen und die anderen durch ihre Unterschiede auseinandergetrieben werden, bleibt auch nach diesem Liebesfilm mit seinen vielen wahren Momenten ein Rätsel.“

## Auszeichnungen
- 2018: Auszeichnung als Bester Fernsehfilm bei den Biberacher Filmfestspielen
- 2019: Nominierung für den 3sat-Zuschauerpreis
- 2020: Deutscher Fernsehpreis als Bester Fernsehfilm